# Наина Киевна Горыныч

Наина Киевна (иллюстрация Е. Т. Мигунова к повести Понедельник начинается в субботу)

Наи́на Ки́евна Горы́ныч — персонаж повести братьев Стругацких «Понедельник начинается в субботу», сотрудница НИИЧАВО, смотритель музея ИЗНАКУРНОЖ (Избушка на куриных ножках) на улице Лукоморье в городе Соловце.

## Имя
Имя «Наина» взято авторами из поэмы Александра Пушкина «Руслан и Людмила», где так звали злую колдунью (в переводе с эстонского означает «женщина»). Отчество «Киевна» отсылает к легендарному Кию, основателю города Киева. Фамилия «Горыныч» связана с былинным драконом Змеем Горынычем.

## Описание
Наина Киевна — иронически осовремененная версия фольклорного образа Бабы-Яги из русских народных сказок. Она говорит старинным простонародным слогом, комично перемешанным с канцеляритом XX века, и время от времени цитирует типичные фразы Бабы-Яги («Покатаюся, поваляюся, Ивашкиного мясца поевши…»)
Горыныч придирчиво следит за сохранностью своей избушки. Постоянно подозревает окружающих в недобрых намерениях. Она необыкновенно скупа, но вместе с тем наивна и простодушна. Наина Киевна принимает участие в шабашах и является членом местного ковена ведьм, который сатирически уподоблен авторами профсоюзной организации.

## Киновоплощение
- Инна Слободская в телеспектакле «Понедельник начинается в субботу» (1965 год, реж. Александр Белинский)